# Taraxacum cacuminatum
Taraxacum cacuminatum é uma espécie de planta com flor pertencente à família Asteraceae. 
A autoridade científica da espécie é G.E.Haglund, tendo sido publicada em Acta Horti Gothob. 1936, xi. 23.

## Portugal
Trata-se de uma espécie presente no território português, nomeadamente no Arquipélago da Madeira.
Em termos de naturalidade é nativa da região atrás indicada.

## Protecção
Não se encontra protegida por legislação portuguesa ou da Comunidade Europeia.